# Personalwesen

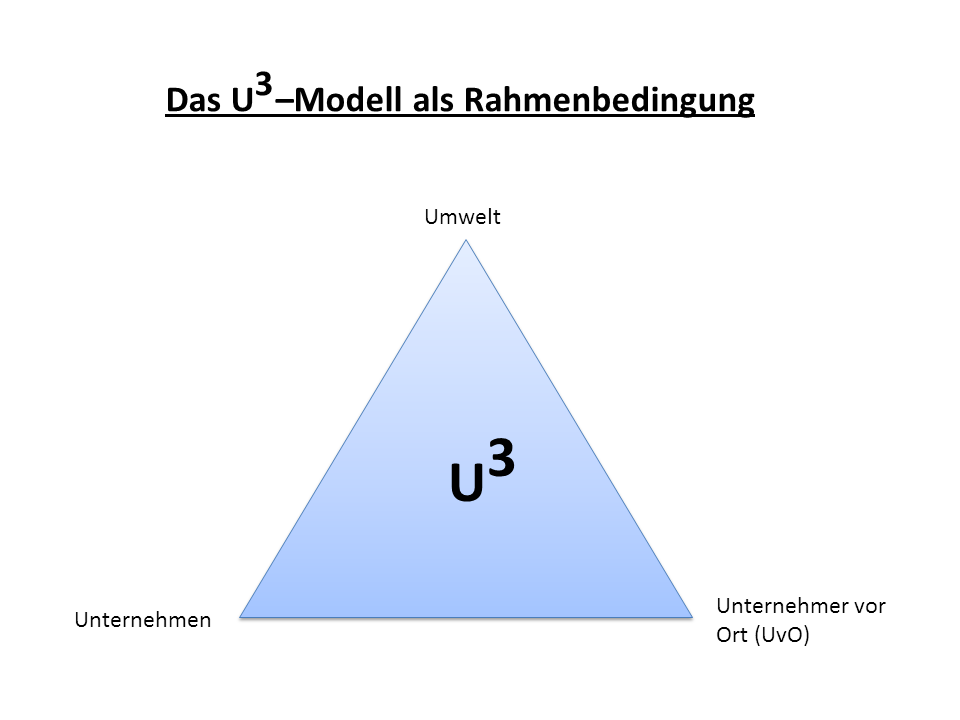
Die drei Us als Einflussfaktoren auf das Personalwesen

Personalwesen (auch Personalwirtschaft, Personalmanagement, englisch human resource management, Abkürzung HRM, oder workforce management) bezeichnet den Bereich der Betriebswirtschaft, der sich mit dem Produktionsfaktor Arbeit und mit dem Personal auseinandersetzt. Das Personalwesen ist eine in allen Organisationen vorhandene Funktion, deren Kernaufgaben die Bereitstellung und der zielorientierte Personaleinsatz sind. In der Personalpraxis beziehen viele Unternehmen außer den Führungsprozessen auch die Interaktion und Emotion des Personals ein.
Modernes Personalmanagement zielt – unter Einbeziehung von Aspekten der Sozial- und Umweltverträglichkeit – auf nachhaltigen Erfolg ab. Dazu werden die Erkenntnisse, Methoden und Instrumente des Qualitätsmanagements (TQM, EFQM) und der Corporate Governance angewandt. Vom Personalmanagement wird heute ein Beitrag zur Werterhaltung und Wertschöpfung auf lange Sicht erwartet. Dafür müssen die Bedürfnisse aller Stakeholder berücksichtigt werden. Um Unternehmensziele zu erreichen, bedarf es zielorientierter Maßnahmen und Ressourcenplanung im Personalbereich sowie einer geeigneten Unternehmenskultur.
Die konkrete Ausgestaltung der einzelnen Bereiche im individuellen Unternehmen wird auch Personalpolitik genannt. Im Rahmen der Unternehmenspolitik werden somit das Verhalten und die Handlungsweise zur Erreichung der betrieblichen Ziele bestimmt. Zum Teil werden derartige Bestimmungen in einem Unternehmensleitbild festgeschrieben oder mittels Arbeitsanweisungen vorgegeben.
Während der englische Begriff des Workforce Management eine eher begrenzte und instrumentelle Sicht auf das Personalwesen darstellt, also den Mitarbeiter als Instrument der Realisierung der Unternehmensziele betrachtet, impliziert der Begriff des Human Resource Management eine breitere Sichtweise, die auch Aspekte der Personalentwicklung einschließt, also die Mitarbeiter als Ressourcen oder wichtige Assets des Unternehmens begreift.

## Ziele
Wirtschaftliche und soziale Prozesse hängen ursächlich miteinander zusammen. Eine hohe Mitarbeiterzufriedenheit bewirkt eine höhere Arbeitsproduktivität, kreativere Forschung und Entwicklung, geringere Personal- und Betriebskosten, eine längere Betriebszugehörigkeit, langfristige Bindung hochqualifizierter Mitarbeiter („Talente“) und vermehrtes Interesse qualifizierter Bewerber, weniger Krankenstand und Fehlzeiten, höhere Leistungen sowie schnellere Reaktion auf Veränderungen am Markt. Allerdings stimmen viele Experten darin überein, dass dauerhafte Zufriedenheit am Arbeitsplatz nur schwer zu erreichen ist, vor allem wenn abwechslungsreiche Anforderungen und Wertschätzung fehlen.
Ziele des Personalwesens sind die Sicherung der Effizienz und Produktivität und damit der Arbeitsplätze, die Sicherung der Arbeitsfähigkeit und -motivation, das Gewinnen und Halten geeigneter Mitarbeiter zu vertretbaren Kosten, die Gestaltung und Verbesserung des Arbeitsklimas und der Führungskultur und die Bündelung aller Kräfte auf das Unternehmensziel.
Manche Anforderungen an das Personalwesen sind verpflichtend: die Erfüllung der Fürsorgepflicht als Arbeitgeber, Arbeitsplatzsicherheit (Brandschutz, Emissionsschutz, Umweltschutz), Beachtung der betrieblichen Mitbestimmung.
Personalstrategisch können daraus konkrete Ziele für die Führungskräfte, die Teams und die Mitarbeiter abgeleitet werden.

## Hauptfunktionen
Als Handlungsfelder des Personalmanagements sind z. B. Personalplanung, Personalbedarfsdeckung, Personalführung, Personalentwicklung, Entgeltgestaltung und Personalverwaltung zu unterscheiden. Diese Aufgaben werden von der Personalabteilung wahrgenommen. Wesentliche Funktionen der Personalwirtschaft sind:

### Personalführung
Personalführung ist die zielorientierte Einbindung der Mitarbeiter und Führungskräfte in die Aufgaben des Unternehmens. Sie ist ein Teil der Unternehmensführung. Dazu gehören Unternehmenskultur, Führungsstil und Managementmodelle, Führung und Motivation, Führungsinstrumente, Individualführung und Teamführung, Vorschlagswesen und Ideenmanagement, Gehaltsstruktur und Anreizsysteme und Führungsspanne. Mit der Personalführung beschäftigt sich die Führungspsychologie bzw. die Führungsforschung.

#### Personalplanung
Personalplanung ermittelt und plant den künftigen Personalbedarf. Sie ist Teil der Unternehmensplanung und berücksichtigt die künftige Unternehmensentwicklung und -strategie einerseits sowie die Bevölkerungsentwicklung und die zu erwartende Veränderung der Belegschaft andererseits. Es sind zu unterscheiden:
- Personalplanung für einzelne Mitarbeiter: Sie betrifft Laufbahnplanung, Karriereplanung, Nachfolgeplanung, Besetzungsplanung.
- Kollektive Personalplanung: Sie umfasst die Betriebsgruppen, Fachabteilungen bzw. das ganze Unternehmen, z. B. Personalbestandplanung, Personalbedarfsplanung, kollektive Personaleinsatzplanung und Personalkostenplanung. Auch die Planung der zukünftigen (strategischen) Personalkosten gehört zur Personalplanung.

Das Ziel der Personalplanung besteht in der Bestimmung der personellen Kapazitäten, die zur Sicherstellung der Erfüllung der betrieblichen Funktionen erforderlich sind.
Grundsätzlich soll die Personalplanung folgende Fragen beantworten: Wann (zeitliche Dimension) benötigt welche Abteilung (lokale Dimension) wie viele (quantitative Dimension) Mitarbeiter mit welchen Fähigkeiten bzw. Qualifikationen (qualitative Dimension).

#### Personalentwicklung (PE)
Personalentwicklung umfasst alle Maßnahmen zur Erhaltung und Verbesserung der Qualifikation der Mitarbeiter. Dazu gehören Ausbildung, Weiterbildung, Umschulung, Training, Supervision und Coaching. Personalentwicklung fördert Fachkompetenz, Sozialkompetenz, Führungskompetenz, Schlüsselqualifikationen.
Voraussetzung ist eine kontinuierliche Standortbestimmung: Personalbeurteilung durch Assessment-Center, 360-Grad-Feedback etc. und deren Erfassung in einer Qualifikationsdatenbank. Die Mitarbeiterbefragung ist ein unersetzliches Instrument. Das Survey-Feedback beinhaltet zusätzlich zur Datenerhebung bereits die Analyse der Ergebnisse und die Umsetzung in Verbesserungsmaßnahmen, ohne die Umfragen sinnlos sind. Am Schluss eines Arbeitsverhältnisses wird ein Arbeitszeugnis ausgestellt.
Methoden der PE sind: Einarbeitung neuer Mitarbeiter, Patenschaft und Mentorensysteme, Coaching, Fortbildung, Weiterbildung, Job-Rotation, Job-Enlargement, Job-Enrichment, Projektmitarbeit und -verantwortung, Teamentwicklung, Führen auf Zeit, Praktikum und Auslandsaufenthalt, Lernen durch Lehren, Zusatz- und Aufbaustudium und viele mehr.
Personalentwicklung ist ein entscheidender Wettbewerbsfaktor.

#### Personalkommunikation
Zur internen Betriebskommunikation gehören Informationsmanagement, Wissensmanagement, Intranet, Betriebszeitung, Schwarzes Brett, Betriebsversammlung, Firmen-Wiki, aber auch die Gestaltung von Pausentreffs (Meeting Point) und der Kantine.
Zur externen Kommunikation gehören Kontakte zu Personalberatern, Arbeitsagenturen, Personalvermittlern, Zeitarbeitsfirmen, Universitäten, Schulen, Handwerkskammern, Verbänden.
Hingegen gehören Öffentlichkeitsarbeit, Pressearbeit und Marketing meist eher direkt zur Geschäftsführung oder zum Vertrieb.

#### Zusammenarbeit mit dem Betriebs- oder Personalrat
Der Betriebsrat oder Personalrat hat als Vertreter der Mitarbeiter eine zentrale Bedeutung im Unternehmen und ist ein wichtiger Partner für die Geschäftsleitung. Die Personalverwaltung ist ein wichtiger Kooperationspartner und mitverantwortlich für die Gestaltung der Zusammenarbeit.

### Personalverwaltung
Die Personalverwaltung wickelt administrative und umfassende informationelle Aufgaben des Personalwesens ab. Es sind hier die Einrichtung von Personalinformationssystemen, das Anlegen von Personalakten, Abrechnungs- und Informationsaufgaben, Meldungen an Arbeitsagenturen bzw. Berufsgenossenschaften, Datenschutz und Schriftverkehr zu nennen.

#### Personalbeschaffung bzw. Personalmarketing
Die Personalbeschaffung wird häufig auch als Personalmarketing bezeichnet. Sie umfasst sämtliche Maßnahmen zur Bereitstellung der für das Unternehmen erforderlichen Mitarbeiter. In der Personalbeschaffung bzw. Personalmarketing unterscheidet man:
- Interne Personalbeschaffung, die mit innerbetrieblichen Beschaffungswegen verbunden ist, z. B. innerbetriebliche Stellenausschreibung, Personalentwicklung, Beförderung, Versetzung und Mehrarbeit.
- Externe Personalbeschaffung, welche sich auf externe Beschaffungswege bezieht, z. B. über die Einschaltung von Arbeitsagenturen, Personalvermittler, Inserate, Abwerbung, Jobbörsen, Recruiting-Messen und Global Sourcing.

#### Personaleinsatz
Der Personaleinsatz als jener Zeitraum, der mit dem ersten Arbeitstag beginnt und mit dem Vertragsablauf endet. Als personalwirtschaftliche Einsatzphasen gelten die Personalzugangsphase (siehe Personaleinführung), die Personalhaupteinsatzphase und die Personalabgangsphase mit der Personalfreisetzung. Letztere kann Abmahnungen bzw. Kündigungen mit sich bringen. Aber auch Altersrente, Pensionierung, Altersteilzeit, Vorruhestand, Betriebsschließung / Betriebsstilllegung, Kurzarbeit / Feierschicht oder Expatriate Management können hier zum Thema werden.

#### Personalwirtschaftskontrolle
Die Personalwirtschaftskontrolle (auch als Teil des Personalcontrolling) als Überwachung und Untersuchung des Geschehens im Personalwesen. Einzelprobleme der Personalkontrolle sind die Senkung der Personalkosten, Fluktuation und der Fehlzeiten, Steigerung der Arbeitsproduktivität bzw. der Arbeitsleistungen. Die personalwirtschaftliche Kontrolle stellt einen wesentlichen Teil des personalwirtschaftlichen Prozesses dar und schließt sich der Personalplanungs-, Personalbeschaffungs- bzw. Personaleinsatzphase an, wirkt aber auch prozessbegleitend.

#### Personalcontrolling
Das Personalcontrolling als erfolgsgerichtete Koordinationsfunktion, die den Prozess der Planung, Kontrolle und Steuerung mit der Informationsversorgung verbindet. Es ist als effektives Personalcontrolling dem personalwirtschaftlichen Prozess parallel- bzw. übergelagert. Als Bereichscontrolling unterstützt es die Personalmanager bei ihrer Aufgabenerfüllung. Das Führungscontrolling richtet sich an Führungskräfte.

#### Personalorganisation
Die Personalorganisation als Strukturierung statischer, exponentieller und dynamischer Beziehungszusammenhänge in der Personalwirtschaft. Sie besteht aus:
- Aufbauorganisation, die Aufgabenstrukturen, Zuständigkeits- bzw. Verantwortungsbereiche regelt und als Teilaspekte Organigramme der Personalabteilung und Stellenbeschreibungen umfasst.
- Prozessorganisation mit Personalprozessen, z. B. Personalplanungs-, Personalbeschaffungs-, Personaleinsatz- und Personalkontrollprozesse (Prozesse im Personalbereich)
- Projektorganisation mit speziellen Problemen der Personalwirtschaft

Hierbei bedient sich das Personalmanagement organisationstheoretischer Ansätze aus der Organisationssoziologie und -psychologie.

#### Entgeltmanagement
Die Personalentlohnung als Abwicklungsfunktion für alle geldlichen Leistungen des Unternehmens an das Personal, welche in unmittelbarem Zusammenhang zu dessen Leistungen stehen. Als Lohnformen gelten Zeitlohn, Akkordlohn, Prämienlohn und Beteiligungslohn. Die Höhe der Personalentlohnung ist immer wieder Gegenstand vieler Auseinandersetzungen zwischen Arbeitgebern und Arbeitnehmern. Themen zur Entlohnung sind z. B. Lohn, Lohnnebenkosten, Lohnabrechnung, Arbeitsentgelt, Lohnfortzahlung, Sozialversicherung,
Sozialabgaben und Lohnsteuer.

#### Personalbetreuung
Die Personalbetreuung als umfassende Servicefunktion mit allen Einrichtungen, Maßnahmen und Leistungen, die dem Personal über das vereinbarte Entgelt hinaus zukommen. Beispiele sind das Sozialrecht, das Sozialwesen und die Sozialmaßnahmen. Die Personalzusatzkosten der Arbeitgeber für Arbeitnehmerbeiträge zur Sozialversicherung, Weihnachts- bzw. Urlaubsgeld sind teilweise beträchtlich.

#### Personalpolitik
Die Personalpolitik umfasst einerseits Grundsatzentscheidungen hinsichtlich der Ausrichtung des Personalmanagements bzw. der Personalarbeit und andererseits den politischen Prozess legitimierter und nicht legitimierter Akteure zur Durchführung ihrer Interessen.

## Arbeitsrecht
In einem arbeitsrechtlich durchnormierten System, wie in Deutschland, muss sich das Personalwesen insbesondere mit dem Arbeitsrecht als Gesamtheit aller Rechtsregeln, die sich mit der nichtselbständigen, abhängigen Arbeit beschäftigen, auseinandersetzen. Es sind zu unterscheiden:
- Individuelles Arbeitsrecht, das die Einzelbeziehungen zwischen Arbeitnehmern und Arbeitgebern regelt, z. B. Arbeitsvertragsrecht (insbesondere BGB, HGB), Arbeitsschutzrecht (Mutterschutz, Jugendschutz, Arbeitszeitverordnung, Schwerbehindertengesetz).
- Kollektives Arbeitsrecht, das die Vereinbarungen zwischen Arbeitgeber und Betriebsrat sowie zwischen den Gewerkschaften und den Arbeitgeberverbänden als Tarifvertragsparteien regelt, z. B. Tarifvertragsrecht (Lohn- und Gehaltstarifvertrag, Rahmentarifvertrag, Manteltarifvertrag), Mitbestimmungsrecht (Betriebsverfassungsgesetz).

## Forschungsgebiet
Der Wirtschaftswissenschaftler Christian Scholz (2014) umriss drei einflussreiche Generationen der Personalmanagementforschung im deutschsprachigen Raum mit unterschiedlichen historischen Ursprüngen und Ansätzen/Orientierungen. Mittlerweile hat sich auch eine noch nicht vollkommen schematisch darstellbare vierte Generation herausgebildet, die sich zunächst in theoretischen Diskussionen an der Volkswirtschaftslehre orientierte. Seit Ende der 1990er Jahre wandte sie sich wieder der Betriebswirtschaftslehre zu.
1. Erich Kosiol/Eberhard Witte (empirisch), Franz Goossens (pragmatisch), Herbert Hax (politisch orientiert), Guido Fischer/Wilhelm Hasenack (normativ-ethisch), August Marx (ökonomisch). Weitere Ursprünge waren theoretisch und behavioristisch.
2. Hans Jürgen Drumm, Jan S. Krulis-Randa, Wolfgang H. Staehle, Gerhard Reber, Eduard Gaugler. In dieser Zeit wurden Inhalte ausgearbeitet, theoretische Ansätze vorgestellt und empirische Arbeiten angestrengt.
3. Karl-Friedrich Ackermann/Christian Scholz/Jürgen Berthel (Management), Erich Potthoff/Rolf Wunderer (Führung und Controlling), Dudo von Eckardstein/Wolfgang Weber (Entwicklung), Joachim Hentze/Michel Domsch (Information), Rainer Marr/Walter A. Oechsler (Planung und Verwaltung). State of the Art des Forschungsbereichs.

## Datenverarbeitung
Verschiedene EDV-Systeme verarbeiten Personaldaten (Personalinformationssysteme).
Ein weitverbreitetes System im deutschsprachigen Raum ist SAP ERP HCM. Der technische Aufbau der Personaldaten dort wird im Buch SAP ERP. Technische Grundlagen und Programmierung, herausgegeben von Jürgen Kielisch, beschrieben.